# Ahidnâme

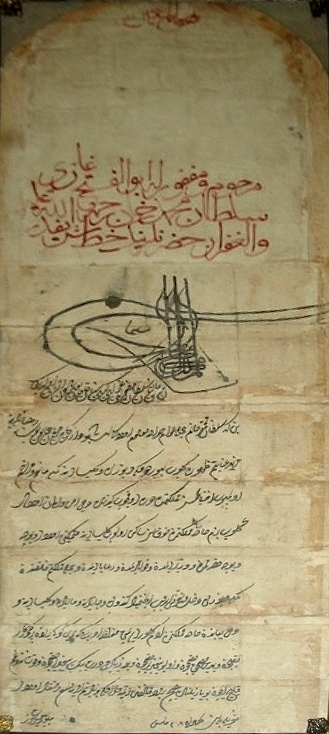
Ahidnâme di Mehmed II ai monaci cattolici della Bosnia da poco conquistata, emessa nel 1463, che garantisce loro piena libertà religiosa e protezione

Un ahdname, achtiname o ahidnâme (che significa "Atto di Giuramento") è un tipo di trattato ottomano comunemente indicato come capitolazione. Durante il primo periodo moderno, l'Impero ottomano lo chiamava Ahidname-i-Humayun o impegno imperiale e fungeva da accordo ufficiale tra l'Impero e i vari stati europei.

## Contesto storico
L'ahdname richiede ancora uno studio molto dettagliato sulla sua origine storica e su che tipo di documento fosse. Ciò che è noto, tuttavia, è che l'ahdname era una parte importante della diplomazia ottomana in quanto stabiliva un accordo contrattuale tra due stati, solitamente tra l'Impero ottomano e le nazioni europee, come Venezia. Era influente nel modo in cui contribuiva a strutturare la società e a mantenere gli accordi presi tra gli stati nazionali.
A Venezia, gli ahdname erano usati anche per mantenere legami politici e commerciali con l'Impero ottomano. Questo accordo tra Venezia e l'Impero ottomano garantiva che i mercanti italiani fossero protetti durante i loro viaggi commerciali nell'Impero. Questi ahdname fornivano anche un certo livello di protezione fisica poiché aiutavano a fornire un alloggio ai mercanti italiani. Dopotutto, Venezia era ben consapevole che per proteggere la propria forza commerciale, era imperativo rimanere in buoni rapporti con l'Impero ottomano.
Nel XVI secolo, Venezia indirizzò la sua politica al mantenimento di relazioni pacifiche con gli ottomani. Dopo la conquista di Costantinopoli nel 1453, l'impero ottomano divenne la forza più potente d'Europa. Di conseguenza, Venezia dovette procedere con cautela per non istigare alcun conflitto. Gli ahdname divennero un utile strumento di comunicazione tra le due forze in competizione.
La maggior parte degli ahdname redatti dall'Impero ottomano e da Venezia subentravano sempre dopo una guerra tra le due parti, come le due guerre in cui furono coinvolti durante il 1503 e il 1540. I restanti trattati furono semplicemente modificati in maniera volontaria per una migliore qualità e protezione sia dall'Impero che da Venezia.

## Struttura dell'ahdname
L'ahdname ottomano era tipicamente suddiviso in diverse sezioni. Ogni ahdname aveva solitamente diverse parti chiamate erkan (sing. rukn), che erano considerate la struttura interna del documento. Tuttavia, non tutti gli ahdname avevano un erkan simile. Il testo invece si trovava tra due protocolli chiamati protocollo introduttivo e protocollo finale o escatocollo.
Il protocollo introduttivo, il testo principale e l'escatocollo consistevano in diversi erkan:
- L'invocazione, dove appariva il nome di Dio
- L'intitulatio, dove appariva il nome e il grado della persona a cui era destinato il documento. Apparivano anche il suo titolo ufficiale e il suo grado.
- L'inscriptio, dove comparivano gli indirizzi della persona per la quale il documento era stato rilasciato.
- La salutatio, dove appariva il saluto formale.[9]

L'ahdname quindi continuava con il testo principale del documento e includeva il seguente erkan:
- L'expositio-narratio, dove veniva emessa una spiegazione per il documento e venivano descritti in dettaglio eventuali altri eventi.
- La dispositio, dove veniva dettagliata una decisione che era stata presa.
- La sanctio, che era sia una conferma della dispositio sia un monito. A volte fungeva anche da giuramento.
- La corroboratio, che era un'autenticazione del documento in questione; era un esame della validità dell'ahdname.
- La datatio, che era la data in cui il documento veniva rilasciato al suo destinatario.
- La locatio, che era il luogo in cui veniva rilasciato il documento.
- La legittimimatio, che era ancora un'altra forma di autenticazione del documento.

Spesso l'autenticatore era il Sultano o il Gran visir o semplicemente un sigillo. Questa era la parte finale dell'ahdname da scrivere, e quindi facente parte dell'escatocollo. È importante notare che sebbene questa era la composizione generale degli ahdname, essa non era sempre seguita rigorosamente come tale.
Lo storico, Daniel Goffman, scrive che coloro che componevano gli ahname sembravano aver "attinto ai codici legali islamici, sultanici e persino locali, come richiesto dalle situazioni".

## Elenco degli ahdname veneziani
- (1403), Suleyman Celebi
- (1403), Suleyman Celebi
- (1411), Musa Celebi
- (1419), Mehmet I
- (1430), Murad II
- (1446), Mehmet II
- (1451), Mehmet II
- (1454), Mehmet II
- (1479), Mehmet II
- (1482), Bayezid II
- (1503), Bayezid II
- (1513), Selim I
- (1517), Selim I
- (1521), Solimano I
- (1540), Solimano I
- (1567), Selim II
- (1573), Selim II
- (1575), Murad III
- (1576), Murad III
- (1595), Mehmet III
- (1604), Ahmed I
- (1619), Osman II
- (1625), Murad IV
- (1641), Ibrahim I[12]

## Esempi di ahdname ottomani
- Nel 1454, Mehmet II diede al nuovo Patriarca di Costantinopoli un nuovo statuto per la Chiesa greco-ortodossa e per il millet greco-ortodosso.
- Nel 1458, l'Impero ottomano impose un ahdname alla Repubblica di Ragusa, Dalmazia, che somigliava molto a quello che avevano consegnato a Venezia in precedenza. La città di Ragusa fu obbligata a cedere la propria sovranità all'Impero ottomano perché era diventata uno stato tributario dell'Impero.
- Nel 1470, Mehmet II consegnò anche ai sovrani della Repubblica di Genova un documento che garantiva la libertà se eseguivano un tributo per gli ottomani.
- Nel 1620, il governo ottomano presentò un ahdname ai monaci cattolici ottomani per visitare i Balcani al fine di raccogliere le entrate da altri seguaci cattolici.[13]